# Choronymum
Choronymum je vlastní jméno většího geografického celku vymezeného buď administrativně nebo přírodně. V případě geografických jmen větších přírodních celků se hovoří o přírodních choronymech (například Evropa) a u geografických jmen větších administrativních celků o administrativních choronymech (například Česko).
Choronyma jsou toponomastiky vedle oikonym a anoikonym nejčastěji vymezována jako jeden ze tří základních druhů toponym. Kupříkladu jazykovědec Rudolf Šrámek je však řadí mezi anoikonyma.